# Jurij Hudolin

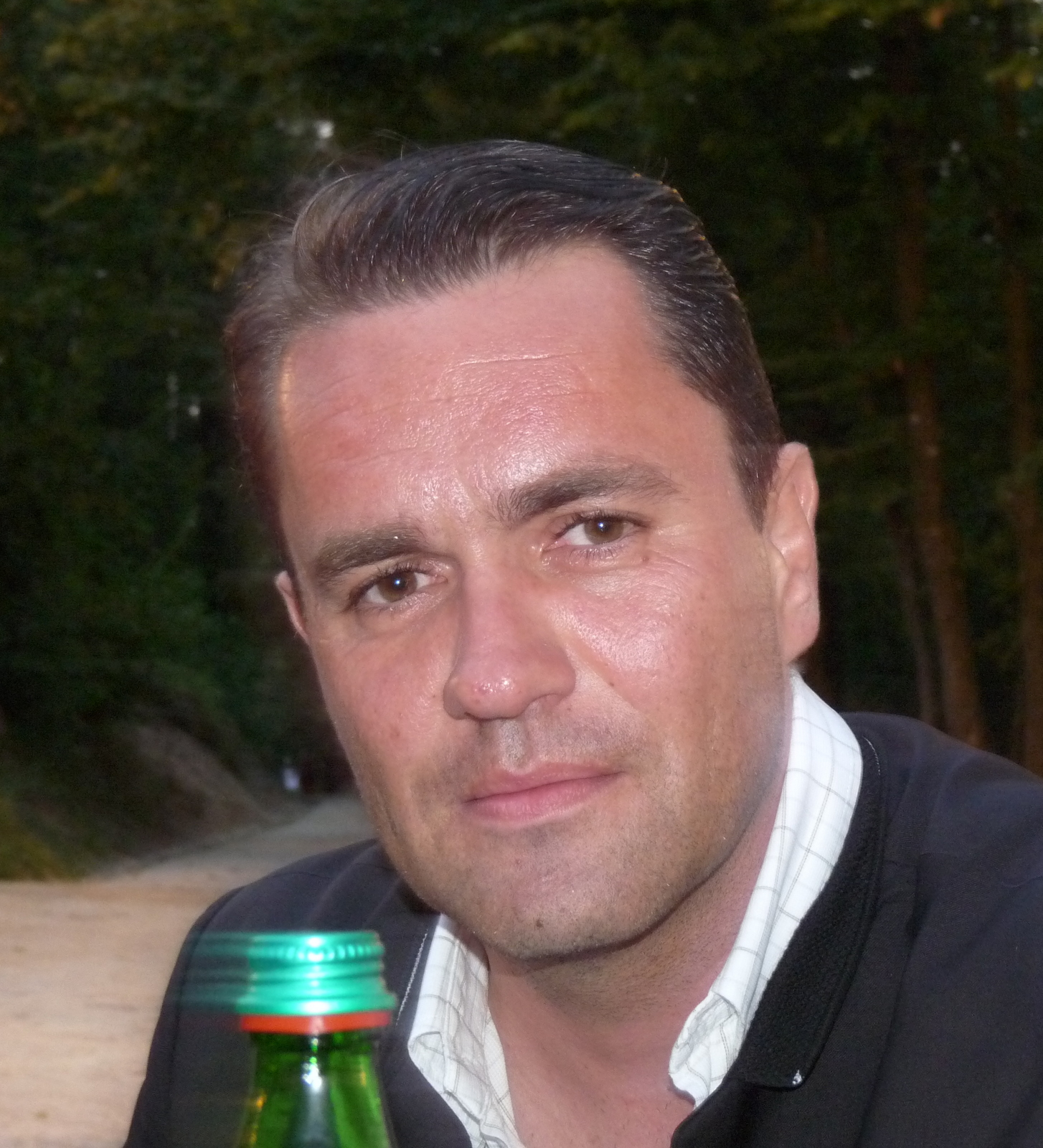
Jurij Hudolin, 2014

Jurij Hudolin (* 29. Mai 1973 in Ljubljana, SFRJ) ist ein slowenischer Schriftsteller und Übersetzer.

## Leben und Werk
Hudolin wuchs in Ljubljana und Pula auf. In Ljubljana studierte er Vergleichende Literaturwissenschaft und Serbokroatistik. Seit 1995 ist er freier Schriftsteller.
Seine literarische Karriere begann er mit dem Verfassen von Lyrik. Bereits mit 18 Jahren veröffentlichte er seinen ersten Gedichtband Če je laž kralj (Wenn die Lüge König ist). 2005 erschien sein erstes Prosawerk, der Roman Objestnost (Übermut). Als sein bisher erfolgreichster Roman kann Pastorek (2008; dt. Übersetzung Der Stiefsohn, 2019) bezeichnet werden. Er wurde bisher in sechs Sprachen übersetzt. In ihm beschreibt er seine eigenen Erfahrungen aus seiner Jugend in Istrien. Die Hauptperson Benjamin erleidet unter dem Stiefvater, einem Gastwirt, verschiedene Formen der Gewalt und Repression. Zugleich zeichnet der Roman jedoch auch ein ernüchterndes gesellschaftliches Bild der Endphase Jugoslawiens. Seine Literatur widmet sich oft zwischenmenschlichen Beziehungen, seine Protagonisten sind häufig Individualisten, die ihren Platz in der Gesellschaft suchen. Hierbei behandelt Hudolin auch die Literatur im Allgemeinen und die slowenische Literaturszene im Speziellen. Durch seine provokante Art hat er sich in letzterer den Status des Enfant terrible erworben. Hudolin war einige Male für verschiedene Literaturpreise nominiert (z. B. 2014 schaffte er es mit Ingrid Rosenfeld ins Finale des Kresnik-Preises), konnte bislang jedoch noch keine bedeutende Auszeichnung für sich verbuchen.
Hudolin ist ebenso Autor zweier biographischer Romane: O smehu Zlatku Čordića (2019, über den Rapper Zlatko Čordić) und Samohodec (2020, über den Journalisten, Musikmanager und Produzenten Igor Vidmar).
Neben seiner literarischen Tätigkeit übersetzt Hudolin Prosa, Poesie und Dramatik aus dem Bosnischen, Kroatischen und Serbischen. Außerdem verfasste er zahlreiche Kolumnen für die größten slowenischen Medienhäuser. Eine Auswahl seiner Kolumnen veröffentlichte er 2004 unter dem Titel Pusti ti to (Lass das) in Buchform. Weiterhin ist er Autor verschiedener Szenarien für Dokumentarfilme, u. a. über die Fußballer Zlatko Zahovič und Milko Djurovski.

## Publikationen

### Prosa
- Objestnost. Ljubljana: Beletrina, 2005.
- Pastorek. Ljubljana: Beletrina, 2008.
  - dt. Übersetzung: Der Stiefsohn. Aus dem Slowenischen von Daniela Kocmut. Wien: Septime Verlag.
- Vrvohodec. Ljubljana: Beletrina, 2011.
- Na kolodvorski ulici nič novega (Kurzprosa), Ljubljana: Mladinska knjiga, 2012.
- Ingrid Rosenfeld. Ljubljana: Beletrina, 2014.
- Osnove ljubezni in zla. Ljubljana: Beletrina, 2016.
- Trst via Ljubljana. Maribor: Litera, 2017.
- Ljubljanske ulice. Maribor: Litera, 2018.

### Lyrik
- Če je laž kralj. Ljubljana. JSKD, 1991.
- Ajdbog in ptičvolkkača. Grosuplje: Mondena, 1992.
- Bestije. Novo mesto: Dolenjska založba, 1993.
- Divjanje. Ljubljana: Društvo slovenskih pisateljev, 1994.
- Prividi nemirnega čudaka. Ljubljana: Karantanija, 1998.
- Govori ženska. Ljubljana: Beletrina, 2001.
- Ljubezni. Ljubljana: Nova revija, 2008.
- Žival in lakaj najdeta ljubezen. Ljubljana: Društvo Apokalipsa, 2009.
- Čakanje revolucije in modrosti. Ljubljana: Društvo Apokalipsa, 2013.
- Prištinski dnevnik. Ljubljana: Društvo Apokalipsa, 2015.
- Pudak in Rosenmind. Ljubljana: Društvo Apokalipsa, 2018.

### Verschiedenes
- Pusti ti to (Kolumnen). Ljubljana: VBZ, 2004.
- O smehu Zlatka Čordića (biographischer Roman). Ljubljana: Beletrina, 2019.
- Samohodec (biographischer Roman). Ljubljana: Beletrina, 2020.
- Pisma s potovanja (Essays, Reiseberichte). Ljubljana: KUD Apokalipsa, 2021.